# Kurt Sethe
Kurt Heinrich Sethe, född 30 juni 1869 i Berlin, död där 6 juli 1934, var en tysk egyptolog.
Sethe blev 1900 extra ordinarie och 1907 ordinarie professor vid Göttingens universitet och 1923 vid Berlins universitet. Han redigerade serieverket Untersuchungen zur Geschichte und Altertumskunde Ägyptens (fem band, 1896 ff.), författade texten till band 1–4 av Karl Richard Lepsius "Denkmäler aus Ägypten und Äthiopien" (1897 ff.) och Das ägyptische Verbum (tre band, 1899 ff.) samt utgav bland annat "Urkunden des alten Reichs" (sedan 1903) och "Der 18. Dynastie" (fyra band, 1906 ff.) samt "Die altägyptischen Pyramidentexte" efter Berlinmuseets pappersavtryck och fotografier (två band, 1908–10). Bland senare arbeten kan nämnas Von Zahlen und Zahlworten bei den alten Ägyptern (1916) och Göttinger Totenbuchstudien (1922–24). Han var även medarbetare i Berlinakademiens "Ägyptisches Wörterbuch".